# Porphyrophora salsa
Porphyrophora salsa är en insektsart som beskrevs av Jashenko 1994. Porphyrophora salsa ingår i släktet Porphyrophora och familjen pärlsköldlöss.
Artens utbredningsområde är Kazakstan. Inga underarter finns listade i Catalogue of Life.